# DSA-250
La DSA-250 es una carretera perteneciente a la Red Primaria de la Diputación Provincial de Salamanca, que une la autovía  A-66   E-803  con la carretera  SA-220 .
Atraviesa las localidades de Fuentes de Béjar, Ledrada, Sanchotello y Navalmoral de Béjar.

## Origen y Destino
La carretera  DSA-250  tiene su origen en la intersección con las carreteras  A-66   E-803 ,  N-630  y  DSA-170  a su paso por el término municipal de La Cabeza de Béjar y termina en la intersección con la carretera  SA-220  en el término municipal de Béjar. formando parte de la Red de carreteras de Salamanca.